# Christa Czekay
Christa Czekay z domu Eisler, później Drust (ur. 20 marca 1944 w Wałbrzychu, zm. 14 czerwca 2017 w Wolfsburgu) – niemiecka lekkoatletka, sprinterka, medalistka mistrzostw Europy i halowych mistrzostw Europy. W czasie swojej kariery reprezentowała RFN.
Specjalizowała się w biegu na 400 metrów. Zwyciężyła w sztafecie 4 × 1 okrążenie (w składzie: Renate Meyer, Hannelore Trabert, Eisler i Erika Rost) na europejskich igrzyskach halowych w 1968 w Madrycie. Na mistrzostwach Europy w 1969 w Atenach niemiecka sztafeta 4 × 400 metrów w składzie: Czekay, Antje Gleichfeld, Inge Eckhoff i Christel Frese ustanowiła w biegu eliminacyjnym 19 września rekord świata czasem 3:33,9. Następnego dnia w biegu finałowym rekord ten został poprawiony przez sztafety Wielkiej Brytanii i Francji, a sztafeta RFN (biegnąca w tym samym zestawieniu) zdobyła brązowy medal z rezultatem lepszym od swego rekordu (3:32,7).
Czekay zdobyła srebrny medal w sztafecie 4 × 2 okrążenia (w składzie: Gisela Ahlemeyer, Gisela Ellenberger, Anette Rückes i Czekay) na halowych mistrzostwach Europy w 1971 w Sofii.
Była wicemistrzynią RFN w biegu na 400 metrów w 1968 i 1969. Zdobyła również mistrzostwo RFN w sztafecie 4 × 100 metrów w 1963 i 1964 i w sztafecie 3 × 800 metrów w 1971. W hali była mistrzynią w biegu na 200 metrów w 1968.
Trzykrotnie poprawiała rekord RFN w sztafecie 4 × 400 metrów do rezultatu 3:32,7 (20 września 1969 w Atenach).